# Sorbus pannonica
Sorbus pannonica är en rosväxtart som beskrevs av Karpati. Sorbus pannonica ingår i släktet oxlar, och familjen rosväxter. Inga underarter finns listade i Catalogue of Life.